# Зрял ренесанс
В историята на изкуството под Зрял ренесанс (наричан още Висок ренесанс и Развит ренесанс) се разбира периодът на апогей на визуалните изкуства по времето на Италианския ренесанс. Традиционно за начало на Зрелия ренесанс се приемат 90-те години на XV век, когато Леонардо да Винчи създава „Тайната вечеря“ в Милано, а във Флоренция умира Лоренцо де Медичи. Край на периода поставя разграбването на Рим (1527 г.) от войските на Карл V. Терминът е използван за първи път в Германия (Hochrenaissance) в началото на XIX век и в основата му е „високият стил“ на картините и скулптурите, описани от Йохан Винкелман. През последните 20 години употребата на термина е критикувана в академичните среди поради прекаленото опростяване на артистичното развитие, като се игнорира историческия контекст, а фокусът се поставя само върху няколко емблематични творби.

## Терминология
Наименованието „Висок ренесанс“ (на немски: Hochrenaissance) се появява за първи път на немски език в началото на XIX век като производно на понятието „висок стил“ в живописта и и скулптурата, въведено от Йохан Винкелман.
В италианското изкуствознание отсъства подобен термин, вместо него се използва хронологичното определение: чинкуеченто (на италиански: cinquecento – годините от 1500 до 1600).

## Преглед
От края на XIX век се приема, че Зрелият ренесанс обхваща сравнително кратък период (около 30 години), в който са създадени изключителни произведения в италианските държави, основно в Рим по времето на папа Юлий II. Разбиранията за това кога и къде е започнал периодът варират, но като цяло най-добрите творби на Зрелия ренесанс включват картините на Леонардо да Винчи, Рафаело и ранния Микеланджело. Изобразителните изкуства на Зрелия ренесанс се отличават с акцента си върху класическата традиция, разпространението на меценатството и повишеното внимание към фигурите, довели до стил, наречен по-късно Маниеризъм.
Според някои учени като Стивън Фридберг фреските на Микеланджело и Рафаело във Ватикана представляват кулминацията на периода в живописта заради мащаба на тези творби, съчетан със сложността на композициите, детайлните човешки фигури, подчертаната иконография и орнаменталните препратки към Класическата античност. В последните години историците характеризират Зрелия ренесанс не като период, а като художествено движение, едно от многото през края на XV и началото на XVI век. Това движение като цяло се определя ту като консервативно; ту като отразяващо ново отношение към красивото; ту като целенасочен процес на синтезиране на еклектични модели, свързани с модата в литературата; ту като отразяващо новите задачи на интерпретацията и значението на изкуството.

## Архитектура
Стилът на Зрелия ренесанс в архитектурата започва през 1510 г. с началото на строежа на Темпието в църквата „Сан Пиетро ин Монторио“ в Рим, проектиран от Донато Браманте. Темпието е израз на възраждането на древноримската възпоменателна архитектура. Дейвид Уоткин пише, че Темпието, също като творбите на Рафаело във Ватикана, „е опит за съвместяване на християнските и хуманистичните идеали“.

## Живопис
Зрелият ренесанс традиционно е смятан за връх на творческия гений, следвайки модел в историята на изкуството, предложен за първи път от Джорджо Вазари. Дори сравнително малки художници от този период като Фра Бартоломео и Мариото Албертинели създават творби, които и до днес са възхвалявани заради хармонията и техниката си. Издължените пропорции и неестествените пози в късните творби на Микеланджело, Андреа дел Сарто и Антонио да Кореджо стават предвестници на Маниеризма.
Ведрото настроение и ясните цветове в картините на Джорджоне и на ранния Тициан представят Зрелия ренесанс в най-чист вид. Други отличителни творби са леонардовата „Мона Лиза“ и „Атинската школа" от Рафаело. Фреските на Рафаело, разположени под арки, са виртуозни творби на перспективата, композицията и рисунката.

## Скулптура
Скулптурата на Зрелия ренесанс, представена най-добре от „Пиета“ и „Давид“ на Микеланджело, се характеризира с идеалния баланс между покоя и движението. Скулптурите често се използват за декориране на сгради, обикновено дворцови. Така зрителите могат да им се възхищават и ги изучават. По-заможните, като кардиналите, владетелите и банкерите, стават частни патрони; папа Юлий II също покровителства много творци.
През Зрелия ренесанс се развиват малките статуетки за патроните, бюстовете и гробниците. Темата на скулптурата е предимно религиозна, но се срещат и класически герои.